# Lista de membros titulares da Academia Brasileira de Ciências empossados em 1984
Esta lista contém os nomes dos membros titulares da Academia Brasileira de Ciências empossados em 1984.
| Imagem | Nome                     | Datas de nascimento e falecimento         | Local de nascimento | Área de especialização | Alma mater | Data de posse       | Conhecido por                                                                                   | Referências |
| ------ | ------------------------ | ----------------------------------------- | ------------------- | ---------------------- | ---------- | ------------------- | ----------------------------------------------------------------------------------------------- | ----------- |
|        | Guilherme Suarez-Kurtz   | 22 de março de 1941                       |                     | Ciências Biomédicas    | UFRJ       | 29 de março de 1984 | Criou a Rede Nacional de Farmacogenética                                                        |             |
|        | Igor Ivory Gil Pacca     | 04 de janeiro de 1930                     | São Paulo, SP       | Ciências da Terra      | USP        | 29 de março de 1984 | Polaridade das rochas do arquipélago de Abrolhos                                                | [ 2 ]       |
|        | Sérgio Henrique Ferreira | 04 de outubro de 1934 17 de julho de 2016 | Franca, SP          | Ciências Biomédicas    | USP        | 29 de março de 1984 | Descobriu o fator de potenciação da bradicinina. Recebeu o Prêmio TWAS (Ciências Médicas, 1990) | [ 3 ]       |